# خوان كارلوس هيرتادو ميلر
خوان كارلوس هيرتادو ميلر هو مهندس زراعي وسياسي بيروفي، ولد في 16 نوفمبر 1939 في ليما في بيرو.

## مناصب
- انتخب رئيس مجلس الوزراء البيروفي [الإنجليزية]‏ (28 يوليو 1990 – 15 فبراير 1991).
- انتخب وزير الاقتصاد والمالية  [لغات أخرى]‏ (28 يوليو 1990 – 15 فبراير 1991).
- انتخب Minister of Foreign Commerce and Tourism of Peru  [لغات أخرى]‏ (13 أكتوبر 1999 – 28 يوليو 2000).
- انتخب Minister of Agriculture of Peru  [لغات أخرى]‏ (3 أغسطس 1983 – 28 يوليو 1985).